# 国際美術教育協会
国際美術教育協会（こくさいびじゅつきょういくきょうかい）または国際美術教育学会（こくさいびじゅつきょういくがっかい）(英称：International Society for Education through Art、略称InSEA)とは、文化教育、美術教育、芸術研究を推進するために1951年に国際連合教育科学文化機関(UNESCO)の諮問機関として設立された組織である。協会本部はヴィゼウ（ポルトガル）にある。

## 歴史
国際美術教育協会は、1951年7月にイギリスのブリストルで開催された美術教育に関する第二次世界大戦後初めてのユネスコ・セミナーにおいて設立された。セミナーの初回のテーマは「普通教育における美術による教育」で、この時の参加国は20か国であった。
1954年7月の第1回総会において憲章が制定され、初代会長にエドウィン・ジーグフェルド(Edwin Ziegfeld)（アメリカ）が就任した。
1963年には条約に基づき、ユネスコの諮問機関となった。同年、第二次世界大戦以前から存続していた国際美術教育連盟（1904年、スイスのベルンにて発足。本部はパリ（フランス）に所在。仏名：Federation intemationale pour l'Education Artistique, 英名：
lntemationaI Federation for Art Education,Drawing and Art Applied to lndustries、略称 FEA)と合併、第4回カナダのモントリオールでInSEAとFEAとの合同開催となった。以後3年に1回のペースで国際会議が催されることになった。
2006年には、InSEAが国際音楽教育協会(ISME : International Society for Music Education)、国際演劇教育協会(IDEA : International Drama/Theatre and Education Association)、ワールド・ダンス・アライアンス(WDA : World Dance Alliance)と合同で世界芸術教育連盟(WAAE : World Alliance for Arts Education)を結成し、国際的な芸術教育全般をつかさどる組織として始動した。

## 協会の活動
国際美術教育協会は、3年に1回の国際会議ならびに地方会議において、研究発表、情報交換・交流を通じて美術・工芸に関する創造的教育の促進と振興を図ることを目的としている。また、InSEAの国際会議における活動報告をまとめた研究誌や、年3回（3月、7月、11月）発行される会誌(International Journal of Education Through Art)などを協会会員に頒布している。

## 地域・評議会
InSEAの加盟国は以下の6つの地域に分けられており、世界評議会において、それぞれの地域から本部の評議員が3名ずつ選出される。

1.アジア地域（東南アジアを除く）

2.中東・アフリカ

3.ヨーロッパ

4.中南米

5.北アメリカ

6.東南アジア・オセアニア

さらにInSEAにはアジア(ARC:Asia Regional Council)とヨーロッパ(ERC:Europe Regional Council)の独立した地域評議会が設けられている。
地域評議会の目的は次の3つ（InSEAが定める地域評議会の細則に従う）

1.地域の美術教育を推進するための研究と実践に協力。

2.地域の国々における国際的な活動やネットワークに関して、InSEAの一員として行動する。

3.地域全体を通して国家の美術教育機関と他のInSEA関連組織との間の国際関係を強化する。

## 国際会議
以下にInSEAを主催とした国際会議の開催地とテーマを列記する。回数表示はFEAの国際会議を含めた通しの回としている。
- 1951年(－) - ブリストル（イギリス）「普通教育における美術による教育」
- 1954年(第9(1)回) - パリ（フランス）「美術教育の未来」[5]
- 1957年(第11(2)回) - ハーグ（オランダ）「思春期の美術教育」
- 1960年(第13(3)回) - マニラ（フィリピン）「人間と美術」
- 1963年(第15(4)回) - モントリオール（カナダ）「美術による国際理解」
- 1964年(第16回) - パリ（フランス）[6][注 4]
- 1965年(第17回) - 東京（日本）「科学・技術と美術教育」[7][注 5]
- 1966年(第18回) - プラハ（チェコスロバキア）「美術教育-未来の教育」
- 1969年(第19回) - ニューヨーク（アメリカ）「科学技術時代のヒューマニズム」
- 1970年(第20回) - コヴェントリー（イギリス）「急速に変化する世界の美術」
- 1972年(第21回) - ザグレブ（ユーゴスラビア）「視覚芸術と個性の発達」
- 1975年(第22回) - セーブル（フランス）「レジャー時代における創造性活用の美術教育」
- 1978年(第23回) - アデレード（オーストラリア）「多様な文化と芸術」
- 1981年(第24回) - ロッテルダム（オランダ）「過程と成果」
- 1984年(第25回) - リオデジャネイロ（ブラジル）「21世紀において創造教育の探るべき方針」
- 1987年(第26回) - ハンブルク（西ドイツ）「イメージの世界」
- 1990年(第27回) - マニラ（フィリピン）「21世紀前夜の美術教育」※政情不安定のため中止
- 1993年(第28回) - モントリオール（カナダ）「美術教育のルーツ、現在、未来」
- 1996年(第29回) - リール（フランス）※財政上の理由により中止
- 1999年(第30回) - ブリスベン（オーストラリア）「学校における芸術教育と創造力振興のためのアピール[8]」
- 2002年(第31回) - ニューヨーク（アメリカ）「美術を通しての国際的な会話」
- 2006年(欠回[注 6]) - ヴィゼウ（ポルトガル）「美術教育における学際的対話」
- 2008年(第32回) - 大阪（日本）「こころ＋メディア＋伝統」[注 7]
- 2011年(第33回) - ブダペスト（ハンガリー）「美術＋空間＋教育」
- 2014年(第34回) - メルボルン（オーストラリア）「美術の多様性」
- 2017年(第35回) - 大邱（韓国）「スピリチュアル∞美術∞デジタル」
- 2019年(第36回) - バンクーバー（カナダ）「形成とは＝21世紀の美術教育のあらゆる側面でどのように理解されているのか？」
- 2023年(第37回) - チャナッカレ（トルコ）「Fault Lines(断層線)[10]」
- 2025年(第38回) - オロモウツ（チェコ）「美術教育における永続性、移ろいゆく大地、そして予期せぬ領域[11]」

## 地域大会
国際大会の開催年を除き、前述の6つの地域のいずれかにおいて開催される。
- 1970年 - ロサンゼルス（アメリカ）
- 1971年 - オタニエミ（英語版）（フィンランド）
- 1980年 - バーデン（オーストリア）
- 1982年 - ニコシア（キプロス）
- 1983年 - ソフィア（ブルガリア）
- 1985年 - バース（イギリス）
- 1986年 - バンクーバー（カナダ）
- 1988年 - ストックホルム（スウェーデン）
- 1988年 - ラゴス（ナイジェリア）
- 1989年 - カイロ（エジプト）
- 1989年 - ダーウィン（オーストラリア）
- 1992年 - ヘルシンキ（フィンランド）
- 1994年 - リスボン（ポルトガル）
- 1995年 - 台中（台湾）
- 1995年 - マニラ（フィリピン）
- 1997年 - グラスゴー（スコットランド）
- 1998年 - 東京（日本）
- 2000年 - ポズナン（ポーランド）
- 2000年 - テンピ（アメリカ）
- 2001年 - 日月潭（台湾）
- 2003年 - ストックホルム（スウェーデン）・ヘルシンキ（フィンランド）・タリン（エストニア）※クルーズ船で移動し、それぞれの都市に寄港して会議が行われた
- 2004年 - 北京（中国）
- 2004年 - イスタンブール・カッパドキア（トルコ）
- 2007年 - ハイデルベルグ・カールスルーエ（ドイツ）
- 2007年 - ソウル（韓国）
- 2007年 - ブラジル美術教育者連盟全国大会
- 2009年 - リュブリャナ（スロベニア）※革新と創造性を育む若者向けのセミナー
- 2010年 - ロヴァニエミ（フィンランド）
- 2012年 - レメソス（キプロス）テーマ「文化の岐路に立つ美術教育」[12]
- 2012年 - インディアナポリス（アメリカ）
- 2013年 - カンタベリー・クライスト・チャーチ大学（イギリス・カンタベリー／ケント）
- 2015年 - リスボン（ポルトガル）テーマ「ヨーロッパにおける視覚芸術教育のリスクと機会」[12]
- 2016年 - オクトーバー・シックス大学（英語版）（エジプト・カイロ）
- 2016年 - ウィーン（オーストリア）テーマ「変化の時における美術教育」[12]
- 2018年 - 香港
- 2018年 - サンティアゴ（チリ）
- 2018年 - ヘルシンキ（フィンランド）
- 2018年 - カイロ（エジプト）
- 2021年 - クスコ（ペルー）テーマ「美術教育と学習における軋轢と挑発」
- 2021年 - バエサ（スペイン）
- 2024年 - アジア地域大会：重慶（中国）テーマ「無限の共創」※日中共同開催[11]

## 歴代会長
- エドウィン・ジーグフェルド（ドイツ語版）(アメリカ)(1954年 - 1960年)
- チャールス・ゲイッケル(カナダ)(1960年 - 1963年)
- J・A・ゾイカ(ドイツ)(1963年 - 1966年)
- 倉田三郎(日本)(1966年 - 1969年)
- エレノア・ヒップウェル (イギリス)(1969年 - 1973年)
- エイミー・ハンバート(フランス)(1973年 - 1976年)
- アル・ホーウィッツ(アメリカ)(1976年 - 1979年)
- ジャック・コンダス(オーストラリア)(1979年 - 1982年)
- ブライアン・アリソン(イギリス)(1982年 - 1985年)
- マリー＝フラソワーズ・シャヴァンヌ(フランス)(1985年 - 1988年)
- エリオット・アイズナー（英語版）(アメリカ)(1988年 - 1991年)
- アナ・メイ・バルボーザ（スペイン語版）（ブラジル）(1991年 - 1993年)
- ジョン・ステアーズ（イギリス）(1993年 - 1996年)
- キット・グラウアー（カナダ）(1996年 - 1999年)
- ディーデリク・シェーナウ（オランダ）(1999年 - 2002年)
- ダグラス・G・ボートン （オーストラリア）(2003年 - 2005年)
- 郭禎祥（アン・クォ）（台湾）(2006年 - 2008年)
- リタ・L・アーウィン（カナダ）(2008年 - 2011年、2011年 - 2014年)
- テレサ・トレス・デ・エサ（ポルトガル）(2014年 - 2019年)
- グレン・クーツ （イギリス）(2019年 - )